# Graphipterus magnus
Graphipterus magnus es una especie de escarabajo del género Graphipterus, familia Carabidae, orden Coleoptera. Fue descrita científicamente por Renan y Assmann en 2018.

## Descripción
El macho mide 18,3-20,1 milímetros de longitud y la hembra 19,4 milímetros.

## Distribución
Se distribuye por Egipto.